# Rights of Man

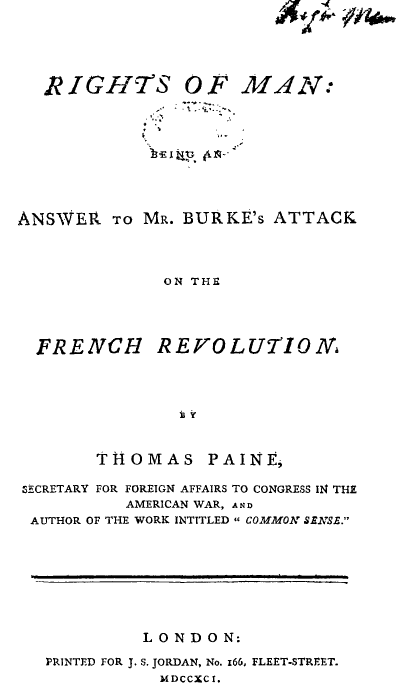
Titelblad van de editio princeps (1791)

Rights of Man is een boek gepubliceerd door Thomas Paine in twee delen in 1791-1792. Het verdedigde de idealen van de Franse Revolutie, in het bijzonder het republikanisme, de mensenrechten en de representatieve democratie. Hoewel een bestseller, bracht het boek de auteur in zware problemen: het werd door de Britse autoriteiten gecensureerd en hij liep een veroordeling op die tot zijn levenslange ballingschap leidde.

## Totstandkoming
Het uitbreken van de Franse Revolutie in 1789 bracht over het Kanaal een pamflettenstrijd teweeg, die geopend werd door de steunbetuiging van Richard Price. Onder de tegenstanders was Edmund Burke de eerste die van zich liet horen, met zijn Reflections on the Revolution in France (1790). Dit boek lokte verschillende reacties uit, waaronder de Rights of Man van Paine. Paine was ontgoocheld in Burke omdat die eerder de Amerikaanse Revolutie had gesteund. 
Het eerste deel van de Rights of Man was af op 29 januari 1791, maar de uitgever Joseph Johnson werd geïntimideerd door de politieke politie en trok zich op de voorziene dag van publicatie terug. Daarop vond Paine een nieuwe uitgever in de persoon van J.S. Jordan. Het werk verscheen op 13 maart 1791 en verkocht op korte tijd vijftigduizend exemplaren. Vervolgens stak Paine over naar Frankrijk, waar hij een politieke club stichtte met Condorcet. Terug in Engeland schreef hij in het huis van mede-quaker Thomas 'Clio' Rickman het tweede deel, dat op 16 februari 1792 verscheen. Het was opgedragen aan La Fayette en riep op tot de verspreiding van de revolutie over Europa. 

## Inhoud
In zijn haast om de Rights of Man uit te brengen, recycleerde Paine veel materiaal dat hij ter beschikking had. De structuur is daardoor niet altijd strak en veel zaken worden herhaald. Hoewel pamflettair van toon, geeft het werk blijk van Paine's retorische talent. Hij kantte zich tegen Burke en het Britse bestel, waarvan hij de monarchale en aristocratische elementen hekelde. Dit model achtte hij voorbijgestreefd door de Amerikaanse en Franse revoluties, die de toekomst van Europa vormden. Hij trachtte de grondslagen van beide revoluties te verzoenen. 
De erfelijke monarchie bestreed hij als tiranniek en absurd. Ze viel niet te rechtvaardigen en bracht incompetente mensen aan de macht. In het tweede deel zette hij uiteen dat het volk een recht van opstand had bij schendingen van het natuurrecht en ontvouwde hij het alternatief: een politiek systeem gebaseerd op mensenrechten en een verkozen parlement. Tegenover het principe van de erfelijkheid stelde hij dat van de representatie. Mengvormen waarin monarchale of aristocratische elementen bewaard bleven, achtte hij ongeschikt, omdat eigenbelang en corruptie daarin zouden blijven primeren. Alleen een zuiver representatieve regeringsvorm kon waarborgen dat de macht toeviel aan mensen met talent, die het algemeen belang dienden (res publica). Republieken zonder volledige representatie waren de naam onwaardig. 
Andere ideeën waarmee Paine's werk controverse opriep, waren het gelijkberechtigen van vrouwen, het afschaffen van de slavernij, het verstrekken van openbaar onderwijs, het verlenen van overheidssteun aan behoeftigen, ouderen en zieken, en het heffen van progressieve belastingen. Als een visionair schetste hij de contouren van de sociale welvaartsstaat.

## Repressie
De fenomenale populariteit van het boek leidde tot onrust in de hoogste regeringskringen. Op 14 mei 1792 werd de uitgever Jordan in beschuldiging gesteld voor opruiende smaad (anders dan verraad was deze seditious libel nog net geen halsmisdaad). Jordan pleitte schuldig en overhandigde documenten die belastend waren voor Paine. Eerste minister William Pitt zocht zijn toevlucht tot een koninklijke verklaring die radicale geschriften veroordeelde. Op de dag dat deze Royal Proclamation Against Seditious Writings and Publications werd afgekondigd, 21 mei 1792, daagden de autoriteiten Paine voor de rechtbank wegens opruiende smaad. Ook werden geheime fondsen aangesproken om hem aan te vallen en te belasteren in allerlei pamfletten en werd tegen hem campagne gevoerd vanop de kansel.
Met tal van spionnen en informanten achter zijn veren, hield Paine het hoofd niet altijd koel. Hij beledigde minister van Binnenlandse Zaken Henry Dundas en de zwakzinnige koning George III, die hij "His Mad-jesty" noemde. Onder dreiging van arrestatie en zelfs moord, besloot hij te vluchten naar Frankrijk, waar hij was verkozen in de Nationale Conventie. In Dover werd hij op 13 september 1792 met veel vertoon staande gehouden, maar de volgende dag liet men hem zonder verdere moeilijkheden inschepen, misschien omdat zijn vertrek gewenst of zelfs uitgelokt was. Hij zou zijn vaderland niet meer terugzien. 
De vervolging ging immers verder en op 18 december 1792 stond hij bij verstek terecht. De aanklachten van Archibald Macdonald en Spencer Perceval werden met vuur bestreden door Thomas Erskine, die een beroep deed op de vrijheid van denken en opinie. De handgekozen jury trok zich zelfs niet terug om te beraadslagen en liet weten dat een repliek van de aanklagers niet meer nodig was. Paine werd schuldig verklaard, maar een straf werd door de rechters niet uitgesproken. Kennelijk liet men dit deel van de procedure hangen in de veronderstelling dat hij in ballingschap zou blijven, wat ook bleek. Zijn boek was echter verboden en werd op tal van plaatsen verbrand, net als zijn effigie. Ook zijn uitgevers werden vervolgd: in de maanden die volgden werden elf van hen veroordeeld tot geldboetes en gevangenisstraffen. De repressie culmineerde in de Treason Trials van 1794.

## Nederlandse vertalingen
- De rechten van de mens, vert. Jabik Veenbaas, 2020
- Rechten van de mens, vert. G.A. van der List, 1992 (selectie)
- Rechten van den mensch, 2 dln., Rotterdam-Amsterdam, J. Meyer en H. Brongers, 1791-1792

## Voetnoten
1. ↑  J.C.D. Clark, Thomas Paine. Britain, America, and France in the Age of Enlightenment and Revolution, 2018, p. 317 n. 366